# 명예의 전당
명예의 전당(名譽의 殿堂, 영어: Hall of Fame, 영어 줄임말: HOF)은 스포츠, 예술 등 한 분야에서 뛰어난 활약을 보인 사람들을 기념하기 위해 설립된 박물관, 단체, 모임을 말한다.

## 스포츠
- 골프 명예의 전당(World Golf Hall of Fame and Museum)
- 농구 명예의 전당(Basketball Hall of Fame and Museum)
  - NBA 명예의 전당(NBA Hall of Fame and Museum)
- 야구 명예의 전당
  - 미국 야구 명예의 전당(National Baseball Hall of Fame and Museum)
  - 일본 야구 명예의 전당(野球名譽殿堂博物館)
  - 캐나다 야구 명예의 전당(Canadian Baseball Hall of Fame and Museum)
  - 한국 야구 명예의 전당(Korean Baseball Hall of Fame and Museum)
- 아이스하키 명예의 전당(Hockey Hall of Fame and Museum)
- 복싱 명예의 전당(International Boxing Hall of Fame and Museum)
- 테니스 명예의 전당(International Tennis Hall of Fame and Museum)
- 피겨 스케이팅 명예의 전당(World Figure Skating Hall of Fame and Museum)
- 레슬링 명예의 전당(International Wrestling Hall of Fame and Museum)
  - 아마추어 레슬링 명예의 전당(International Wrestling Hall of Fame and Museum)
  - 프로레슬링 명예의 전당(Professional Wrestling Hall of Fame and Museum)
    - WWE 명예의 전당(WWE Hall of Fame and Museum)
    - WCW 명예의 전당(WCW Hall of Fame and Museum)
    - NWA 명예의 전당(NWA Hall of Fame and Museum)
    - 임팩트 명예의 전당(Impact Hall of Fame and Museum)
    - 레슬링 옵저버 뉴스레터 명예의 전당(Wrestling Observer Newsletter Hall of Fame and Museum)
- 육상 명예의 전당(International Athletics Hall of Fame and Museum)
- 체조 명예의 전당(International Gymnastics Hall of Fame and Museum)
- 수영 명예의 전당(International Swimming Hall of Fame and Museum)
- 탁구 명예의 전당(International Table Tennis Hall of Fame and Museum)
- 역도 명예의 전당(International Weightlifting Hall of Fame and Museum)
- 유도 명예의 전당(International Judo Hall of Fame and Museum)
- 배드민턴 명예의 전당(International Badminton Hall of Fame and Museum)
- e스포츠 스타크래프트 브루드 워 명예의 전당 (e-Sports StarCraft Brood War Hall of Fame and Museum)

## 음악
- 로큰롤 명예의 전당(Rock and Roll Hall of Fame and Museum)

## 기타
- 과학기술인 명예의 전당 (대한민국)
- 디자이너 명예의 전당(대한민국)